# Brasil Caminhoneiro
Brasil Caminhoneiro é um programa de televisão brasileiro produzido pelo Grupo Cobram e exibido pela Record e pela Rádio Capital (São Paulo) 
O programa é uma remodelagem do antigo Siga Bem Caminhoneiro, que foi exibido entre 14 de maio de 1995 e 28 de dezembro de 2008, após o SBT rescindir contrato com a Cobram, produtora do programa patrocinado pela Petrobras Distribuidora (atual Vibra Energia), e foi exibido nas manhãs de domingo, após a grade sofrer uma reformulação. Em novembro de 2009, o programa volta à TV com o nome Brasil Caminhoneiro, tornando-se um herdeiro do programa antigo e sendo exibido pela Band até 25 de março de 2012, quando o SBT assinou contrato com a produtora e voltou a exibí-lo nas manhãs de domingo. No SBT, o Brasil Caminhoneiro foi ao ar ate 29 de dezembro de 2019, sendo substituído pelo Trucão, com o programa Pé na Estrada.
Em 8 de abril de 2018, a atração estreou na TV Aparecida, indo ao ar a partir das 16h . Desta data em diante, o programa passa a ser exibido todos os domingos em dois canais, primeiramente no SBT, às 7h, e, posteriormente na TV Aparecida, às 16h. Até 2020, ia ao ar às 7h45, aos sábados, ainda na TV Aparecida, e é apresentado por Fernando Richeti, no qual mostra o universo estradeiro do caminhoneiro, com reportagens e prestações de serviço.
Desde 1º de agosto de 2019, o programa é exibido na Rádio Capital 1040 AM, sob o comando de Fernando Richeti, de segunda a sexta, das 17h às 18h, substituindo Fazendo Rastros Pelo Brasil, com Pedro Trucão. Atualmente, o programa mudou de horário e passou a ser apresentado das 5h às 6h, de segunda a sábado.
Estreou na Record no dia 8 de agosto de 2020, sendo exibido aos sábados das 7h às 7h30.

## História
O projeto "Siga Bem" era existente desde 1994 em vários postos de combustíveis da rede Petrobras, onde o caminhoneiro encontrava um centro de revisão técnica para a limpeza dos equipamentos dos caminhões que por lá passavam.
Entrou no ar em 14 de maio de 1995, nas manhãs de domingo. No SBT o programa foi transmitido, religiosamente, durante 13 anos e quatro meses, com seu primeiro nome: "Siga Bem Caminhoneiro" até o seu fim em 28 de dezembro de 2008. Depois, em novembro de 2009, o programa passou a ter o nome atual, "Brasil Caminhoneiro" e ficou por dois anos e quatro meses sendo transmitido pela Band.

### Caravana Siga Bem
Maior projeto itinerante da América Latina, a Caravana Siga Bem roda o país de norte a sul com palestras, prestação de serviços sobre meio ambiente, segurança e legislação do trânsito.

### Campanhas do Siga Bem Caminhoneiro
O programa é conhecido pro fazer diversas campanhas educativas como o "Siga Bem Criança" que visa alertar os caminhoneiros sobre a exploração sexual de crianças e adolescentes e o "Siga Bem Mulher" que visa conscientizar o caminhoneiro sobre a violência contra a Mulher.

### Fórmula Truck
A Fórmula Truck categoria de competições de caminhões nacionais possuía ampla ligação e pautas dentro do programa. Como a categoria e o programa foram criados em anos próximos, as reportagens, entrevistas e até compactos das etapas eram realizadas. Inclusive Débora Rodrigues piloto da categoria, era representante e repórter do programa.

## Equipe
Apresentador
- Fernando Richeti

Repórteres
- Fernando Richeti
- Fernando Richeti
- Murilo Carvalho